# An Phú (thị trấn in An Giang)
An Phú is een thị trấn in het district An Phú, een van de districten van de Vietnamese provincie An Giang. Dit is een van de provincies in de Mekong-delta.
De stad is gelegen op het riviereiland An Phú, de westelijke oever van de Hậu, met inbegrip van de regionale markten en winkelcentra. De stad heeft een oppervlakte van 7,5 km² en een bevolking van 11.445 mensen.
An Phú is verbonden met de Cambodjaanse hoofdstad Phnom Penh via Nationale Weg 21.
De bestuurlijke eenheidscode van de stad is 30337.